# Werner Schäfer (General)
Werner Schäfer (* 3. Dezember 1925 in Walddorf bei Tübingen; † 22. Juni 1992 in Rheinbach) war ein deutscher Generalleutnant. Er war u. a. Amtschef des Heeresamtes und Beauftragter für Reservistenangelegenheiten beim Generalinspekteur der Bundeswehr.

## Leben
Im Zweiten Weltkrieg 1943 trat er in die Wehrmacht ein, wurde 1945 zum Leutnant befördert und geriet in Kriegsgefangenschaft.
Schäfer studierte nach dem Krieg Philologie und Philosophie an der Eberhard Karls Universität Tübingen und wurde 1952 an der Philosophischen Fakultät mit der Dissertation Der Traum bei Dichtern des 19. Jahrhunderts: Franz Grillparzer, Friedrich Hebbel, Otto Ludwig. zum Dr. phil. promoviert. Danach war er als Referent tätig.
1956 trat er in Munster als Oberleutnant in die Bundeswehr ein. Er war u. a. Zugführer und Kompaniechef in einem Panzergrenadierbataillon und S 1 eines Bataillons, bevor er in das Bundesministerium der Verteidigung kommandiert wurde. Er durchlief die Generalstabsausbildung an der Führungsakademie der Bundeswehr in Hamburg. Danach wurde er als Generalstabsoffizier eingesetzt. Als Oberst i. G. war er von 1970 bis 1972 Chef des Stabes der 4. Jägerdivision in Regensburg.
Nach einer weiteren Verwendung war der Brigadegeneral von 1974 bis 1979 Leiter der Unterabteilung P III (Zentrale Angelegenheiten) im Bundesministerium der Verteidigung in Bonn. Von 1979 bis 1981 war der Generalmajor Kommandeur der 2. Jägerdivision in Kassel. Im Anschluss wurde er als Befehlshaber des Territorialkommandos Nord in Mönchengladbach verwendet. Von 1983 bis 1986 war er im Dienstgrad eines Generalleutnants Amtschef des Heeresamtes in Köln. 1986 trat er außer Dienst.
Von 1988 bis 1990 war der Reservist Beauftragter für Reservistenangelegenheiten beim Generalinspekteur der Bundeswehr.
Schäfer war verheiratet und Vater von zwei Kindern.

## Auszeichnungen
- 1985: Großes Bundesverdienstkreuz